# 零 (BUMP OF CHICKEN單曲)
零是日本搖滾乐团BUMP OF CHICKEN的第21支单曲。2011年10月19日由TOY'S FACTORY发售。此外《零》還作為電子遊戲《最終幻想 零式》的片頭、尾曲。

## 概要
- 自前一支作品《Smile（日语：Smile (BUMP OF CHICKENの曲)）》发布约5个月之后，2011年所发布的第三支单曲[注释 1]。
- 分通常盤和2012年1月末之前截止销售的期間限定盤两种规格发售，期間限定盤中附带有《ゼロ》的《最终幻想 零式》开场曲版本，以及由史克威尔艾尼克斯制作的收录有《ゼロ》特別剪辑音樂影片等的DVD[2][4][5]。通常盤和期間限定盤中都有附赠約3年半之后再次开启的全国巡演《BUMP OF CHICKEN 2011-12 TOUR 「GOOD GLIDER TOUR」》的最快提前预约入场券作为初回封入特典[6]。此外，普通版与限量版的封套设计是不同，限量版使用的是天野喜孝设计的《最终幻想 零式》logo相同的插图，这也是是天野喜孝所绘制的插画第一次使用在CD封面上[7][8][1]。期間限定盤价格1500日元，通常版价格1050日元[1]。
- 最初预定于2011年10月5日开始发售，但由于同年8月26日游戏制作方发布游戏发售延期的消息，本单曲也随之延期至10月19日发售[9]。
- 最初的销售量继2007年发售的《花之名（日语：花の名）》、《MAYDAY（日语：メーデー (BUMP OF CHICKENの曲)）》之后，再次突破15万张。另外，仅初版销售量就已经超过当年所发售的《友人之歌（日语：友達の唄 (BUMP OF CHICKENの曲)）》、《Smile（日语：Smile (BUMP OF CHICKENの曲)）》，2010年所发售的《HAPPY（日语：HAPPY (BUMP OF CHICKENの曲)）》、《魔法料理～从你到你～（日语：魔法の料理 〜君から君へ〜）》、《写给宇航员的信／摩托车（日语：宇宙飛行士への手紙/モーターサイクル）》等的总销售额。

## 收录曲目

### CD
- 全曲作詞・作曲：藤原基央 編曲：BUMP OF CHICKEN

1. ゼロ （6:55）
PlayStation Portable平台专有游戏《最终幻想 零式》的主題歌[10][11]。
零式的游戏开发负责人田畑端曾表示“没有该曲，本作就不会完成[原文 1]”[12]。因为歌曲完成度过于令人满意，游戏场景中穿插的部分背景音乐进行了适配的重制[13]。
这首歌的歌词并未详细描写游戏的场景和情节，而是由最初公开的计划书上登载的游戏登场人物群集合照和后方熊熊燃烧的战火（仅听闻游戏将会被制作成‘战记回忆录’的风格）下开始将想像力发散出去来进行歌词的创作[14]。此外，歌曲的制作在游戏正式名称即将确定之前的2011年初就已经进行，并在比较短的时间内就已经完成，因此比《Smile》制作时间更早。
此外，当还是一个孩子时，就已经是“最终幻想系列”爱好者的藤原，十多岁时就曾对乐队的伙伴说「我们能创作出（‘最终幻想系列’的）主题曲的吧？[原文 2]」[15]。
乐团成员的演奏、剪影风格的动画、东京城市芭蕾舞团（日语：東京シティ・バレエ団）的舞蹈表演等元素被用于音乐视频的制作。
2. Smile（日语：Smile (BUMP OF CHICKENの曲)） （8:26）
2011年9月30日之前限期发售的单曲「Smile」（SOFTBANK MOBILE提供「東日本大震災復興支援门户网站」TV广告歌曲）经乐队和声重新编曲制作[8]。由于增加了原版本（藤原以一把原声吉他独奏独唱）所没有的终奏部分，演奏时间变成原版本（4分15秒）的大约两倍时长。此外，BUMP OF CHICKEN官方网页上「TAKAHASHI DIARY」的2011年6月的記事中也写到「工作室改编[原文 3]」。
在2011年9月26日播出的广播节目「SCHOOL OF LOCK!」中，本曲早于A面曲「ゼロ」而提前在广播中解禁公布[16]。
制作有音乐视频。
3. ゼロ（"FINAL FANTASY零式"オープニングver.） （2:58）
期間限定盤所收录的附赠曲目
并非缩短版本，而是以原声吉他重新编曲的版本。

- 作为隐藏曲目（日语：隠しトラック），初回限定生産盤中收录有《新鲜、野菜王国的传说主题曲（新鮮・お野菜王国の伝説のテーマ）》，通常盤中收录有《恋之阴阳师（恋の陰陽師）》（作詞、作曲皆为BUMP OF CHICKEN）。

### 期間限定盤附赠DVD
1. ゼロ"FINAL FANTASY零式" 特別剪辑音乐视频
2. ゼロ"FINAL FANTASY零式" 开场版本精华音乐视频

### 曲目列表
BUMP OF CHICKEN ゼロ
| Disc 1   | Disc 1   | Disc 1                                   | Disc 1 |
| 曲序     | 曲目     | 英文标题                                 | 时长   |
| -------- | -------- | ---------------------------------------- | ------ |
| 1.       | ゼロ     | Zero                                     | 6:55   |
| 2.       | Smile    | Smile                                    | 8:26   |
| 3.       |          | Zero "Final Fantasy 0-Type" Opening ver. | 2:58   |
| 4.       |          | Fresh・Vegetable Kingdom's Legend Theme  | 3:07   |
| 总时长： | 总时长： | 总时长：                                 | 21:48  |

| Disc 2   | Disc 2                                                                            | Disc 2                                             | Disc 2 |
| 曲序     | 曲目                                                                              | 英文标题                                           | 时长   |
| -------- | --------------------------------------------------------------------------------- | -------------------------------------------------- | ------ |
| 1.       | ゼロ “FINAL FANTASY零式” 特別編集MV                                               | Zero "Final Fantasy 0-Type" Special Edition MV     | 6:55   |
| 2.       | ゼロ “FINAL FANTASY零式” オープニングver. ダイジェストMV（《最終幻想 零式》開頭） | Zero "Final Fantasy 0-Type" Opening ver. Digest MV | 8:26   |
| 总时长： | 总时长：                                                                          | 总时长：                                           | 10:45  |

ゼロ / バンプ・オブ・チキン
| Disc 1   | Disc 1       | Disc 1         | Disc 1 |
| 曲序     | 曲目         | 英文标题       | 时长   |
| -------- | ------------ | -------------- | ------ |
| 1.       | ゼロ         | Zero           | 6:55   |
| 2.       | Smile        | Smile          | 8:26   |
| 3.       | （隐藏曲目） | Koi no Onmyōji | 4:18   |
| 总时长： | 总时长：     | 总时长：       | 15:21  |

## 脚注

### 原文
1. ↑  この曲無くしては本作は完成しない
2. ↑  俺たちが（『ファイナルファンタジー』の）主題歌とかやれないかな?
3. ↑  スタジオでアレンジ